# Achtsamkeit (Geistesgegenwart)
Achtsamkeit (englisch Mindfulness) bezeichnet einen Zustand von Geistesgegenwart, in dem ein Mensch hellwach die gegenwärtige Verfasstheit seiner direkten Umwelt, seines Körpers und seines Gemüts erfährt, ohne von Gedankenströmen, Erinnerungen, Phantasien oder starken Emotionen abgelenkt zu sein, ohne darüber nachzudenken oder diese Wahrnehmungen zu bewerten. Achtsamkeit kann demnach als Form der Aufmerksamkeit im Zusammenhang mit einem besonderen Wahrnehmungs- und Bewusstseinszustand verstanden werden, als spezielle Persönlichkeitseigenschaft sowie als Methode zur Verminderung von Leiden.
Historisch betrachtet ist „Achtsamkeit“ vor allem in der buddhistischen Lehre und Meditationspraxis zu finden. Hervorzuheben sind hierbei im Theravada die Praxis des Vipassana sowie im Mahayana die Schule des Zen. In der westlichen Kultur ist das Üben von Achtsamkeit unter anderem durch den Einsatz im Rahmen verschiedener Psychotherapieverfahren bekannt geworden, vor allem den humanistischen Psychotherapieverfahren wie bspw. Gestalttherapie und Körperpsychotherapie, sowie durch verschiedene spirituelle Lehrer wie bspw. Eckhart Tolle.

## Definitionen von Achtsamkeit

### Achtsamkeit nach Kabat-Zinn
Eine der in der Forschungsliteratur am häufigsten zitierten Definitionen stammt von Jon Kabat-Zinn. Demnach ist Achtsamkeit eine bestimmte Form der Aufmerksamkeit, die
- absichtsvoll ist,
- sich auf den gegenwärtigen Moment bezieht (statt auf die Vergangenheit oder die Zukunft) und
- nicht wertend ist.

### Achtsamkeit nach Brown und Ryan
Brown und Ryan fokussieren stark auf den Aufmerksamkeitsaspekt und definieren Achtsamkeit formal als rezeptive Aufmerksamkeit und Bewusstheit von momentanen Vorgängen und Erfahrungen.
In ihrer Übersichtsarbeit fassen sie verschiedene Definitionen und Konzepte der Achtsamkeit aus verschiedenen buddhistischen Traditionen zusammen. Beschrieben werden demnach folgende Aspekte von Achtsamkeit:
- Bewusstseinsklarheit (z. B. bei Henepola Gunaratana, Nyanaponika, Charles Tart),
- nicht konzeptuelle, nicht unterscheidende Bewusstheit,
- Flexibilität von Bewusstheit und Aufmerksamkeit,
- empirische Haltung in Bezug auf die Realität,
- auf die Gegenwart orientiertes Bewusstsein,
- Stabilität bzw. Dauer von Aufmerksamkeit und Bewusstheit.

### Achtsamkeit nach Bishop u.a.
Bishop et al. schlugen 2004 eine operationale Definition der Achtsamkeit vor, die zwei Komponenten beinhaltet:
- Self-Regulation of Attention: die Selbstregulation der Aufmerksamkeit (so dass diese auf das unmittelbare Erleben gerichtet bleibt, und eine zunehmende Wahrnehmung mentaler Vorgänge im gegenwärtigen Moment möglich wird), sowie
- Orientation to Experience: eine Orientierung auf das gegenwärtige Erleben, welche durch Neugier, Offenheit und Akzeptanz gekennzeichnet ist.

Hierbei besteht die Self-Regulation of Attention aus drei Subkomponenten:
- Sustained Attention (Aufmerksamkeitsaufrechterhaltung): möglichst konstante Wahrnehmung des gegenwärtigen Moments, um eine erhöhte Wahrnehmung geistiger Vorgänge, wie das Aufkommen von Gedanken, Gefühlen oder Sinneseindrücken, zu ermöglichen.
- Attention Switching (Aufmerksamkeitswechsel): Wechsel der Aufmerksamkeit zurück zur gegenwärtigen Erfahrung, nachdem ein Gedanke, ein Gefühl oder Sinneseindruck im Bewusstsein aufgetaucht ist.
- Inhibition of Elaborative Processing (Nicht-elaborative Wahrnehmung): Hemmung elaborativer, sekundärer Prozesse bezüglich aufkommenden Gedanken, Gefühlen und Sinneseindrücken, sowie der Identifikation mit dem momentan Erlebten.

Des Weiteren betonen sie, dass kein spezifischer Zustand, wie z. B. Entspannung oder eine Veränderung aufkommender Gefühle, angestrebt wird. Zustand und Inhalte des aktuellen Bewusstseins werden lediglich zur Kenntnis genommen.

### Abgrenzung der Achtsamkeit von Konzentration
Achtsamkeit kann klar von Konzentration unterschieden werden. Konzentration besteht darin, sich aufmerksam auf ein bestimmtes Objekt oder einen Objektbereich wie etwa eine Schriftzeile einzustellen, darauf seinen Blick zu fokussieren und seine ganze Aufmerksamkeit für diesen begrenzten Bereich seiner Wahrnehmung aufzuwenden. „Achtsamkeit“ hat eine dazu entgegengesetzte Ausrichtung. Hier wird der Fokus der Aufmerksamkeit nicht gezielt eingeengt, sondern vielmehr weit gestellt. Im Maximalfall ist dann eine weitwinkelartige Aufmerksamkeitseinstellung erreichbar, die in einer umfassenden, klaren und hellwachen Offenheit für die gesamte Fülle der Wahrnehmung besteht.
Von Chögyam Trungpa wurde dieser Bewusstseinszustand als Panorama-Bewusstheit charakterisiert und bezeichnet. Eine derart auf offene Weite (Bodhidharma) ausgerichtete Achtsamkeitspraxis (oder Achtsamkeitsmeditation) führt deswegen nach und nach zu so „vollständiger“ Aufmerksamkeit, dass traditionell von „rechter“ oder „vollkommener Achtsamkeit“ die Rede ist, ein Zustand hellwacher Geistesgegenwärtigkeit oder Präsenz, „in dem der Geist weit ist wie das Firmament“ – extrem klar, lebendig und transparent.
Kabat-Zinn hat in seinem Buch Im Alltag Ruhe finden folgende Beschreibung von Achtsamkeit gegeben: „…so intensiv und befriedigend es auch sein mag, sich in der Konzentration zu üben, bleibt das Ergebnis doch unvollständig, wenn sie nicht durch die Übung der Achtsamkeit ergänzt und vertieft wird. Für sich allein ähnelt sie (die Konzentration) einem Sich-Zurückziehen aus der Welt. Ihre charakteristische Energie ist eher verschlossen als offen, eher versunken als zugänglich, eher tranceartig als hellwach. Was diesem Zustand fehlt, ist die Energie der Neugier, des Wissensdrangs, der Offenheit, der Aufgeschlossenheit, des Engagements für das gesamte Spektrum menschlicher Erfahrung. Dies ist die Domäne der Achtsamkeitspraxis…“

### Ethik
Der Begriff Achtsamkeit wird außerdem im Rahmen der Care-Ethik für eine Praxis der Zuwendung verwendet.

## Geschichte des Begriffs

### Achtsamkeit im Buddhismus
Achtsamkeit (Pali: sati, Sanskrit: smṛti) liegt als eine – das menschliche Dasein mit seinem Körper, seinen Gefühlen und seinem Geist betrachtende – meditative Grundpraxis allen buddhistischen Schulen zu Grunde, wird aber insbesondere in der burmesischen Theravada-Tradition überliefert, gelehrt und geübt. Sati beschreibt die Qualität des Geistes, sich in vollem Umfang dessen gewahr zu sein, was in ihm gegenwärtig ist. Wobei samma sati, oder rechte Achtsamkeit, sich abgrenzt von bloßer Aufmerksamkeit. „Richtig“ oder „vollständig“ (samma) heißt hier, dem Erlangen des Zieles der Befreiung vom Leiden dienend und genügend. Auch wenn heute vielerlei Achtsamkeitsübungen unter dem Label „Buddhismus“ angeboten werden, sind viele davon nicht wirklich im Einklang mit der buddhistischen Lehre und Praxis.
Drei Lehrreden des Buddha, das Anapanasati Sutta (über die Achtsamkeit beim Atmen), das Satipatthana Sutta (über die Grundlagen der Achtsamkeit; sowie das inhaltsgleiche aber erweiterte Mahāsatipatthāna Sutta) in der Majjhima Nikaya sowie Digha Nikaya des Suttapitaka, beschreiben die Achtsamkeit und ihre Praxis. Die „vier Grundlegungen der Achtsamkeit“ sind nach dem Satipatthana Sutta
1. die Achtsamkeit auf den Körper
2. die Achtsamkeit auf die Gefühle/Empfindungen (Bewertung als wohl, weh oder weder-wohl-noch-weh)
3. die Achtsamkeit auf den Geist (dessen aktueller Zustand bzw. Veränderungen des Zustands, z. B. abgelenkt, konzentriert, verwirrt)
4. die Achtsamkeit auf die Geistesobjekte (d. h. alle äußeren und inneren Objekte/Dinge, die im Moment wahrgenommen werden)[21]

Im Buddhismus wird Achtsamkeit (Sati) zusammen mit konzentrativer Meditation (Samatha) praktiziert, so dass beides als Grundlage für das Erkennen (Vipassana) dient.
Achtsamkeit ist das 7. Glied des Edlen Achtfachen Pfades, der erste Punkt der Sieben Faktoren des Erwachens sowie die dritte Fähigkeit der insgesamt Fünf Fähigkeiten: Vertrauen, Energie, Achtsamkeit, Sammlung, Weisheit.

### Achtsamkeit in der westlichen Medizin und Psychologie
Bei der Verbreitung buddhistischer Achtsamkeitstechniken im Westen spielten unter anderem die Werke von Daisetz Teitaro Suzuki, Alan Watts und Eugen Herrigel eine wichtige Rolle. Ab den 1960er Jahren nahm das Interesse am Einsatz von Meditationstechniken im Bereich der Psychotherapie zu, vor allem unter Psychoanalytikern (z. B. C.G. Jung, Erich Fromm) und Vertretern der humanistischen Psychotherapie (z. B. Fritz Perls, Carl Rogers, Charlotte Selver). Aspekte der Achtsamkeit und Akzeptanz wurden dementsprechend in die Psychoanalyse (z. B. im Sinne der freien Assoziation des Analysanden und der gleichschwebenden Aufmerksamkeit des Analytikers, die Sigmund Freud auch kritiklose Selbstbeobachtung nannte.), die Gestalttherapie, die klientenzentrierte Psychotherapie und die Methode des Focusing, in die Gestalttheoretische Psychotherapie sowie in körperorientierte Verfahren wie z. B. Hakomi integriert.
Die Gestalttherapie nimmt hier allerdings eine Ausnahmestellung ein: Bei ihr bildete bereits von Beginn an, also schon seit den 1940er-Jahren, Bewusstheit bzw. Gewahrsein (der englische Ausdruck lautet hier „awareness“) ein grundlegendes Element ihrer therapeutischen Theorie und Praxis. Bewusstheit bzw. Gewahrsein, nach gestalttherapeutischer Verwendung der Begriffe, kann sowohl eine absichtslose, aktive, innere Haltung der Achtsamkeit als auch eine mehr gerichtete Form der Achtsamkeit bezeichnen und sich auf alle Phänomene der Wahrnehmung und des Erlebens richten. Ursprünglich hatten Laura Perls und Fritz Perls wegen dieser Schlüsselrolle des Gewahrseins in der neuen Therapiemethode sogar vorgesehen, diese „Konzentrationstherapie“ zu nennen.
Ab den 1960er Jahren wuchs das Interesse im Bereich der experimentellen Psychologie an Formen der Bewusstseinserweiterung, unter anderem durch Meditation, und erste EEG-Studien bei Meditierenden wurden durchgeführt.
Erste wissenschaftliche Studien zum Einsatz von Achtsamkeitsmeditation im Bereich der Psychotherapie wurden ab den späten 1970er Jahren durchgeführt. Einen entscheidenden Einfluss hatte hierbei die Arbeit von Jon Kabat-Zinn, der Achtsamkeitstechniken (inzwischen bekannt als Achtsamkeitsbasierte Stressreduktion oder MBSR) zunächst bei Patienten mit chronischen Schmerzen einsetzte. Seitdem nahm das Forschungsinteresse an dem Thema stetig zu, und es wurden auch verschiedene andere (überwiegend kognitiv-verhaltenstherapeutisch orientierte) Therapieansätze entwickelt, die Achtsamkeitstechniken einsetzen (z. B. die Dialektisch-Behaviorale Therapie, die Akzeptanz- und Commitmenttherapie und die Achtsamkeitsbasierte Kognitive Therapie). Auch die von Luise Reddemann auf psychoanalytischer Grundlage entwickelte Psychodynamisch Imaginative Traumatherapie enthält als wesentliches Element eigenständige Achtsamkeitsübungen.
Inzwischen wird das Prinzip der Achtsamkeit im Rahmen der Therapie oder Prävention einer Vielzahl verschiedener psychischer und körperlicher Störungen bzw. Probleme eingesetzt. Auch erfährt Achtsamkeit als Thema zunehmende Bedeutung in der interdisziplinär angelegten Ratgeberliteratur zur Stressbewältigung wie auch im gesundheitstouristischen Sektor.

## Forschung zur Achtsamkeit

### Methoden

#### Fragebögen zur Achtsamkeit
Es wurden verschiedene psychologische Fragebögen entwickelt, anhand derer versucht wird, das Konstrukt der Achtsamkeit zu erfassen.

#### Neurophysiologische Methoden
Zur Untersuchung der Auswirkungen von Achtsamkeit wurden unter anderem auch neurophysiologische Methoden eingesetzt, etwa elektroenzephalografische oder bildgebende Verfahren (z. B. fMRT).

### Ergebnisse

#### Allgemein
Ospina u. a. führten für das Ministerium für Gesundheitspflege und Soziale Dienste der Vereinigten Staaten eine umfassende Übersichtsarbeit durch, in der sie die Ergebnisse aller bis 2005 veröffentlichten Studien zu Meditation und Gesundheit zusammenfassten und bewerteten. Von den 813 gefundenen Studien untersuchten 147 (16 %) die Achtsamkeitsmeditation (davon 49 MBSR, 28 Zen-Meditation, 7 MBCT, 6 Vipassana-Meditation), 50 davon hatten ein randomisiert-kontrolliertes Studiendesign. Ospina u. a. kamen zu dem Schluss, dass es Hinweise auf die Wirksamkeit von Meditationstechniken v. a. bei Gesunden gebe, aber aufgrund der mangelnden Qualität der meisten Studien bis dato keine sichere Aussage bzgl. der Auswirkungen von Meditation auf die Gesundheit möglich sei.
Auch Autoren anderer Übersichtsarbeiten bemängelten die mangelhafte methodische Qualität vieler Studien, kamen jedoch zu dem Ergebnis, dass es Hinweise gibt, dass Achtsamkeitstraining sich günstig auf verschiedene Aspekte psychischer Gesundheit auswirkt, wie z. B. Stimmung, Lebenszufriedenheit, Emotionsregulation, und das Ausmaß psychischer Symptome.
Da die Wirksamkeit der Achtsamkeitsbasierten Kognitiven Therapie (MBCT) bei der Rückfallprävention bei mehreren depressiven Episoden in der Vorgeschichte inzwischen als ausreichend belegt gilt, wurde MBCT als Therapieempfehlung zur Rückfallverhütung bei diesen Patienten in die S3-Leitlinie Depression aufgenommen.

#### Achtsamkeit und Emotionsregulation
Erste Studien weisen darauf hin, dass Achtsamkeit zu einer verbesserten Emotionsregulation führen kann. So zeigten z. B. fMRT-Studien bei Personen mit hoher dispositioneller Achtsamkeit (gemessen mit der Mindful Attention Awareness Scale) eine verstärkte Hemmung der Amygdala durch den Präfrontalen Cortex während des Benennens von Emotionen.

## Kritik
Ein Problem ist die definitorische Unschärfe des Achtsamkeitsbegriffs. Die Vieldeutigkeit mache eine stringente Theoriebildung kaum möglich. So werde Achtsamkeit in der Regel ohne größeren theoretischen Rahmen untersucht.
Kritisiert wird Achtsamkeit beispielsweise aus soziologischer und verhaltenstherapeutischer Perspektive.

### Kritik aus soziologischer Sicht
Aus soziologischer Sicht wird die Subjektzentrierung von Achtsamkeitsübungen problematisiert. Achtsamkeit wird hier als absichtsvolle Aufmerksamkeit beschrieben, sich auf den gegenwärtigen Moment bezieht und gleichzeitig einen Wertungsverzicht anstrebt. Die Akzeptanz äußerer Umstände kann aber auch dazu führen, nichts mehr an der aktuellen Situation ändern zu wollen. So stört den Soziologen die unpolitische Haltung einer Achtsamkeit, die möglicherweise in reiner Wellness enden kann. Achtsamkeit wird so zum politischen Sedativum, das von der Lösungssuche abbringt.
Unternehmen wie Google, SAP, Apple und Nike haben zunehmend begonnen, Achtsamkeitstrainings für ihre Beschäftigten anzubieten. Kritisiert wird, dass die Ursache für Stress dann bei den Mitarbeitern gesucht wird und externe Ursachen für Stress systematisch ausgeblendet werden. Wohlbefinden werde so zum Produkt von Selbstdisziplin im Sinne der Selbstoptimierung. Dies kann dazu führen, Ursachen des Stress anstandslos zu akzeptieren, anstatt das dem Stress zugrundeliegende System in Frage zu stellen.
Weitere Kritik richtet sich gegen die Kommerzialisierung von Achtsamkeit als „Achtsamkeitsmarkt“. Das Interesse an tatsächlicher Erkenntnis durch ergebnisoffenes Forschen wird dadurch zumindest unter Spannung gesetzt.
Dem hält Thích Nhất Hạnh entgegen, dass sich richtig praktizierte Achtsamkeit weder kommerzialisieren lasse, noch zu Untätigkeit und Passivität führe. Achtsamkeit sei nicht wie ein Werkzeug, das sich für verschiedene Zwecke einsetzen lasse. Das Praktizieren von Achtsamkeit führe immer zu Einsichten, welche auch das eigene Handeln verändere. Achtsamkeit könne effektiv nur als Teil des Edlen achtfachen Pfads geübt werden und nicht von einer ethischen Praxis getrennt werden. Somit ist Achtsamkeit zentraler Bestandteil eines engagierten Buddhismus.

### Kritik aus der Verhaltenstherapie
Kritisiert wird die wissenschaftlich-konzeptionelle Unschärfe. Undeutlich bleibe insbesondere die Abgrenzung zu ideologischen Inhalten, also ob und wie die mit Achtsamkeit ursprünglich verbundenen Weltanschauungen zu berücksichtigen sind.
Wird Achtsamkeit als etwas definiert, das nur in der Erfahrung, Lebensführung oder im persönlichen Lehrverhältnis zwischen Achtsamkeitslehrern und -schülern erworben werden kann, so wird daran die Vermischung von Leben- und Weltanschauung mit psychologisch-empirischer Wissenschaft kritisiert. In der Praxis äußere sich diese Unschärfe z. B. dadurch, dass Achtsamkeit meist im Rahmen von Fertigkeitentrainings vermittelt werde, dort aber Begriffe wie „tiefes, annehmendes Atmen“, „annehmendes Lächeln“ aber nicht weltanschaulich definiert werden. Damit bleibt aber auch die Umsetzungsqualität der vermittelten Praktiken unklar. Letztlich ergeben sich daher auch Zweifel an der Wissenschaftlichkeit der Achtsamkeit als Methode in der Verhaltenstherapie.
Auch in der Verhaltenstherapie wiederholt sich die Kritik, dass Achtsamkeit zu einem Verzicht auf das aktive Streben nach Erreichung von Wünschen und Zielen führen könne. Achtsamkeit erstrebe demnach eine beinahe resignative Anerkennung des Ist-Zustands. Dies entspreche somit nicht einer konstruktiven Psychotherapie, die von Ressourcenaktivierung, Problemaktualisierung und Problembewältigung gekennzeichnet ist und deren Wirksamkeit empirisch belegt sei.

### Psychologie/Psychotherapie
- Christopher Germer, Ronald Siegel, Paul Fulton (Hrsg.): Achtsamkeit in der Psychotherapie. Arbor, Freiamt 2009, ISBN 978-3-936855-71-5 (Leseprobe) (PDF; 563 kB)
- Thomas Heidenreich, Johannes Michalak (Hrsg.): Achtsamkeit und Akzeptanz in der Psychotherapie. Ein Handbuch. dgvt-Verlag, Tübingen 2004, ISBN 3-87159-053-3.
- Michael Huppertz: Die Kunst da zu sein. Häufig, selten und nie gestellte Fragen zur Achtsamkeit. Mabuse, Frankfurt am Main 2022, ISBN 978-3-86321-555-2.
- Zindel V. Segal, J. Mark G. Williams, John D. Teasdale: Die Achtsamkeitsbasierte Kognitive Therapie der Depression. Ein neuer Ansatz zur Rückfallprävention. dgvt-Verlag, Tübingen 2008, ISBN 978-3-87159-077-1.
- Daniel Siegel: Das achtsame Gehirn. Arbor, Freiamt 2007, ISBN 978-3-936855-88-3.
- John O. Stevens: Die Kunst der Wahrnehmung. Übungen der Gestalt-Therapie. 17. Auflage. Gütersloher Verlagshaus, Gütersloh 2006, ISBN 3-579-02278-4 (Orig.: Awareness: exploring)
- Yi-Yuan Tang: Die Wissenschaft der Achtsamkeit. Wie Meditation die Biologie von Körper und Geist verändert. 1. Auflage. Junfermann, Paderborn 2019, ISBN 978-3-95571-782-7.
- Halko Weiss, Michael E. Harrer: Achtsamkeit in der Psychotherapie. Verändern durch „Nicht-Verändern-Wollen“ – ein Paradigmenwechsel? In: Psychotherapeutenjournal. 9,1/2010, S. 14–24. (online) (PDF; 4,3 MB) mit Literaturverzeichnis (online) (PDF; 133 kB) und Diskussion mit abschließender Replik der Autoren, In: Psychotherapeutenjournal. 9,3/2010, S. 276–282. (online) (PDF; 4,4 MB)
- Mark Williams, John Teasdale, Zindel V. Segal, Jon Kabat-Zinn: Der achtsame Weg durch die Depression. Arbor, Freiamt 2009, ISBN 978-3-936855-80-7.
- Gerhard Zarbock, Axel Ammann, Silka Ringer: Achtsamkeit für Psychotherapeuten und Berater. Beltz, Weinheim 2012, ISBN 978-3-621-27818-8.

### Buddhismus
- Analayo: Mindfulness in the Pali Nikayas. In: D. K. Nauriyal: Buddhist Thought and Applied Psychological Research. Routledge Curzon, London 2006, S. 229–249.
  - deutsch: Sati in den Pali-Lehrreden. (PDF; 256 kB) BGM, München 2007.
- Henepola Gunaratana: Die Praxis der Achtsamkeit. Eine Einführung in die Vipassana-Meditation. Kristkeitz, Heidelberg 1996, ISBN 3-921508-77-0.
- Thích Nhất Hạnh: Das Wunder der Achtsamkeit. Theseus, Stuttgart 2002, ISBN 3-89620-173-5.
- Thích Nhất Hạnh: Worte der Achtsamkeit. Herder, Freiburg 2001, ISBN 3-451-27040-4.
- Jack Kornfield: Frag den Buddha und geh den Weg des Herzens. Kösel, München 1995, ISBN 3-466-34338-0.
- Jack Kornfield, Joseph Goldstein: Einsicht durch Meditation. Die Achtsamkeit des Herzens. Arbor, Freiamt 2006, ISBN 3-936855-38-2.
- Nyanaponika: Geistestraining durch Achtsamkeit. 5. Auflage. Beyerlein-Schulte, Herrnschrot Stammbach 2000, ISBN 3-931095-02-9.
- Matthias Dhammavaro Jordan: Ruheloser Geist trifft Achtsamkeit. Aus der Zeit in den Moment. Via Nova Verlag, 2013, ISBN 978-3-86616-252-5.
- Susan Piver: Der achtsame Weg zu einem authentischen Leben. Arbor Verlag, 2013, ISBN 978-3-86781-096-8.

### Wirtschaft
- Paul J. Kohtes, Nadja Rosmann: Mit Achtsamkeit in Führung. Was Meditation für Unternehmen bringt. Klett-Cotta, Stuttgart 2014, ISBN 978-3-608-94865-3.
- Ronald Purser:  McMindfulness: How Mindfulness Became the New Capitalist Spirituality. Repeater, London 2019, ISBN 978-1-912248-31-5.
  - deutsch: Ronald Purser: Wie Achtsamkeit die neue Spiritualität des Kapitalismus wurde. Mabuse, Frankfurt am Main 2021, ISBN 978-3-86321-614-6.

### Soziologie
- Jacob Schmidt: Achtsamkeit als kulturelle Praxis. Zu den Selbst-Welt-Modellen eines populären Phänomens. transcript, Bielefeld 2020, ISBN 978-3-8376-5230-7, Download (PDF;2,65 MB).
- Ulrich Bröckling: Achtsamkeit. In: Ulrich Bröckling, Susanne Krasmann, Thomas Lemke (Hrsg.): Glossar der Gegenwart 2.0. Suhrkamp, Berlin 2024, ISBN 978-3-518-12843-5, S. 22–33.

### Literarische Rezeption
- Karsten Dusse: Achtsam morden (Krimireihe)